# Distrito de Huacaña
El distrito de Huacaña es uno de los once distritos que conforman la provincia de Sucre, ubicada en el departamento de Ayacucho, Perú, en el Perú.

## Historia
El distrito fue creado en los primeros años de la República. Su capital es el centro poblado de Huacaña.

## División administrativa

### Centros poblados
- Urbanos
  - Huacaña, con 317 hab.

- Rurales

### Anexos
- San Juan de Chuschama

### Caseríos
- Aluzpampa
- Virgen de las Nieves de Ccarhuarazo

## Autoridades

### Alcaldes
- 2023 - 2026[1]
  - Alcalde: Andrés Coronado Puchuri, de Wari llaqta..
  - Regidores:

  1. Armando Pusari Gutiérrez ( Wari llaqta.)
  2. ercilia puchuri arotinco ( Wari llaqta.)
  3. justidiano elias quispe centeno ( Wari llaqta.)
  4. rosa medina cuaresma ( Wari llaqta.)
  5. juan freddy cantoral lopez (Agua)

Alcaldes anteriores
- 1996 - 1998: Fredy Sulca Garcia.(l.i. nro 11 movimiento independiente nuevo sucre)
- 1999 - 2002: Gilberto rubustiano Medina Galindo.(movimiento independiente somos peru)
- 2003 - 2006: Gilberto Rubustiano Medina Galindo.(movimiento independiente somos peru)
- 2007 - 2010: Gilberto Rubustiano Medina Galindo.(movimiento independiente somos peru)
- 2011 - 2014: Hernan Chipana Medina. (frente regional tuna)
- 2015 - 2018: Andres Coronado Puchuri.(musuq ñan)
- 2019 - 2022: Gilberto Bellido Galindo.(movimiento independiente innovación regional)

## Festividades
- Diciembre
- 28 y 29 Junio Fiesta a los santos patrones San Pedro y san Pablo de Huacaña
- 16 de julio Fiesta religiosa en homenaje a Virgen del Cármen, patrona de la IEPM N° 24090 Huacaña
- de 26 al 31 de julio Fiesta de San Isidro Labrador